# Carolyn V. Cavecche

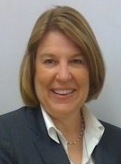
Carolyn Cavecche

Carolyn V. Cavecche (* 1960) ist eine ehemalige US-amerikanische Kommunalpolitikerin und Bürgermeisterin der Stadt Orange in Kalifornien.
Cavecche wuchs im Orange County auf und studierte Mikrobiologie an der California State University, Long Beach (Bachelor of Science). Mit ihrem Mann Rick lebt sie seit den 1980ern in Orange. Nachdem sie zunächst in einem Labor gearbeitet hatte, lebte sie einige Zeit als Hausfrau und Mutter. Sie war sieben Jahre lang im Board of Trustees der öffentlichen Bücherei.
Im Juni 2001 kam Cavecche in den Stadtrat von Orange. Wiedergewählt im November 2002 war sie stellvertretende Bürgermeisterin von 2003 bis 2006. Nach der gewonnenen Wahl 2006 übernahm Cavecche das Bürgermeisteramt, in welchem sie 2008 und 2010 bestätigt wurde. Ihre dritte Amtszeit dauerte bis November 2012, auf ein erneutes Antreten zur Wahl verzichtete sie. Cavecches Nachfolgerin wurde Teresa Smith.
Seit 2018 führt Cavecche mit ihrer Familie eine Mikro-Farm in Orange, die unter dem Namen „Flowers from the Thicket“ Blumen an lokale Geschäfte und Endkunden verkauft.